# Aleksandar Radović
Aleksandar Radović (in montenegrino Александар Радовић; Pančevo, 30 marzo 1987) è un ex pallanuotista montenegrino, di ruolo centrovasca. Con la nazionale montenegrina è stato vincitore di una medaglia d'oro in World League (2009) e di due medaglie d'argento agli europei (2012 e 2016).

## Palmarès
- Campionato serbo-montenegrino: 2

Jadran Herceg Novi: 2005, 2006
- Coppa di Serbia e Montenegro: 2

Jadran Herceg Novi: 2005, 2006
- Campionato montenegrino: 2

Jadran Herceg Novi: 2009, 2010
- Coppa del Montenegro: 2

Jadran Herceg Novi: 2007, 2008
- Campionato serbo: 2

Partizan: 2011, 2012
- Coppa di Serbia: 2

Partizan: 2011, 2012
- Coppa dei Campioni/Eurolega: 1

Partizan 2011
- Supercoppa LEN di pallanuoto maschile: 1

Partizan: 2011
- Lega Adriatica: 1

Jadran Herceg Novi: 2009
- Euro Interliga: 1

Partizan: 2011
- Tom Hoad Cup: 1

Partizan: 2011
- LEN Euro Cup: 1

Posillipo: 2014-15
- Campionato tedesco: 4

Waspo Hannover: 2018, 2020, 2021, 2022
- Coppa di Germania: 5

Waspo Hannover: 2017, 2018, 2019, 2021, 2022, 2023